# Урумська література
Урумська література — література, написана урумською мовою греків Надазов'я.

## Історія

### Фольклор
На початок ХХІ століття дійшли образи урумського фольклору, що формуються на основі народнопоетичної творчості урумів і сусідніх народів, що проживали поруч з ними в Криму, особисто кримських татар. У фольклорі урумів побутують зразки, характерні для інших тюркомовних народів, так звані «сюжети що кочують», а також власні твори. Це дастани, казки, легенди, байки, гумористичні оповіді; пісні масалов, історичні, обрядові, ліричні та жартівливі пісні; прислів'я, приказки, скоромовки і загадки.
Значний внесок у вивчення урумської мови зробив відомий мовознавець-тюрколог, доктор філологічних наук Олександр Гаркавець, який видав урумський словник та низку наукових праць з питань історії та функціонування урумської мови.
Дослідженням і популяризацією урумського фольклору займається Олександр Рибалко — етнодокументаліст, перекладач, дослідник культури надазовських греків.
Зразки урумської народної творчості були опубліковані в таких книгах:
1) «Маріуполь і його околиці». — Маріуполь, 1892;
2) «Козмуку пігад'». — Донецьк, 1994.

### Сучасна література
Єдина літературна урумська мова продовжує формуватися. Першим літератором, починаючим писати урумської мовою в 70-х роках 20 століття був поет і літературознавець Валерій Кіор (1951— 2023) із селища Старий Крим. Його по праву можна вважати основоположником сучасної урумської літератури. Також урумською мовою писав письменник і поет Віктор Борота (1936—2022), що народився в с.Староігнатівка і жив у Донецьку, та Кирик Хава (Хозлу) з с. Староігнатівка.